# Centre d'élaboration de matériaux et d'études structurales
Le Centre d’élaboration de matériaux et d’études structurales (CEMES) est un laboratoire propre du CNRS (UPR 8011), situé à Toulouse dans le quartier de Rangueil. 

## Géographie
Le CEMES est longé par le Canal du Midi, à l’extrême est du quartier de Saouzelong-Rangueil à Toulouse. Accès possible en métro, ligne B, station Saouzelong.

## Histoire
Associé à l’Université Toulouse 3 - Paul Sabatier, et à l’Institut national des sciences appliquées de Toulouse (INSA), le CEMES est né en 1988, succédant ainsi au Laboratoire d’Optique Électronique (LOE) créé en 1949 par le Professeur Gaston Dupouy et qui aménagea sur le campus actuel en 1957. Le bâtiment emblématique du LOE en son temps et du CEMES aujourd’hui, est une sphère d’acier de 25 mètres de diamètre qui a hébergé un microscope électronique à très haute tension (1,5 million de volts) inauguré par le général de Gaulle le 14 février 1959. Ce microscope, conçu au LOE, et dont les premiers résultats furent présentés le 17 décembre 1960 devant l’Académie des sciences par le Professeur Dupouy, a fonctionné jusqu’en février 1991. Sa colonne a été par la suite démontée mais le générateur de haute tension a été conservé et occupe aujourd'hui l'essentiel du volume intérieur du bâtiment. Ce patrimoine scientifique et architectural toulousain connu sous le nom de La Boule, abrite aujourd'hui de nouvelles activités scientifiques. 
Fort des résultats scientifiques obtenus avec le microscope à 1,5 million de volts, le Professeur Dupouy se mit en quête de faire concevoir et construire un microscope utilisant des électrons encore plus accélérés, à savoir sous 3 millions de volts. C’est en juin 1969 que la première photo fut prise avec le nouveau microscope construit dans un bâtiment parallélépipédique de 25 mètres de hauteur appelé en interne « le briquet » et qui domine toujours le laboratoire. Arrêté en septembre 1998, le microscope a été complètement démonté dans les années suivantes. 

## Missions
Le CEMES est un laboratoire de recherche fondamentale en sciences des matériaux, physique du solide et chimie moléculaire. Les activités scientifiques qui y sont développées vont de la synthèse de (nano)matériaux et de systèmes moléculaires, l’étude et la modélisation de leur structure et de leurs propriétés physiques (optique, mécanique, électronique et magnétique) à leur intégration dans des dispositifs et à la manipulation de ces objets individuels.
La majeure partie des travaux expérimentaux développés au CEMES s’appuie sur une instrumentation de pointe et une part importante des activités menées au CEMES vise aux développements instrumentaux et méthodologiques dans les domaines phares du laboratoire que sont la microscopie électronique à transmission (MET), les microscopies à champ proche (SPM) et la spectroscopie optique.
En relation avec le monde universitaire, à travers notamment ses enseignants-chercheurs, le CEMES est impliqué dans la formation universitaire à tous les niveaux : Licence, Master et Doctorat.
Le CEMES compte environ 140 personnes (en 2024 : 40 chercheurs CNRS, 27 enseignants-chercheurs, 33 ingénieurs, techniciens et personnels administratifs, 30 doctorants, 12 post-doctorants et de nombreux stagiaires)[réf. nécessaire].

## Objectifs
Les objectifs du CEMES visent principalement à :  
- Étudier les structures et les propriétés de nanomatériaux et nanostructures à l’échelle de l’atome ;
- Établir les relations entre les nano et microstructures et les propriétés physiques de divers types de matériaux et nanomatériaux ;
- Inventer et développer de nouveaux instruments et techniques de mesure et/ou des méthodologies permettant l’étude de ces « (nano) objets » aux échelles pertinentes (spatiale et temporelle) ;
- Imaginer, créer et développer des prototypes de nano-machines moléculaires.

## Recherches
Les recherches sont menées au sein de sept groupes :
- GNS Groupe Nanosciences
- I3EM : Interférometrie In-situ, Instrumentation pour la Microscopie Électronique
- MEM : Matériaux et dispositifs pour l’Électronique et le Magnétisme
- M3 : Matériaux Multi-fonctionnels et Multi-échelles
- NeO : Nano-Optique et Nanomatériaux pour l’optique
- PPM : Physique de la Plasticité et Métallurgie
- SINanO : Surfaces, Interfaces et Nano-Objets

## Principaux équipements scientifiques
Les moyens expérimentaux CEMES permettent la fabrication et l’imagerie de "nano-objets" ainsi que la manipulation de leurs propriétés physiques : 
- 8 microscopes électroniques à transmission (dont 2 prototypes) consacrés à l’analyse chimique, l’identification des défauts, l’imagerie atomique, l’holographie électronique et les études in situ
- 7 microscopes à champ proche (STM 4 pointes, UHV basse-T STM, 2 AFM-NC/KPFM, Photon STM, 2 AFM commerciaux)
- 3 diffractomètres de rayons X (dont un WAXS et un micro-diffractomètre de poudre)
- 4 spectromètres Raman (visible, UV, TERS, …)
- 3 bancs de mesures optiques (photoluminescence, réflectivité, déclin de fluorescence, magnéto-optique, …)
- 1 implanteur d’ions ultra-basse énergie, 2 bâtis de pulvérisation dont un avec source de nanoparticules, un bâti de MBE, un bâti de RIE, des bâtis de dépôts métalliques, diélectriques et de passivation, lithographie laser et optique et 2 FIB dont un avec procédé de lithographie électronique

Ces différents équipements sont réunis au sein de services rassemblés dans 3 plateformes (Caractérisation, Atom-Tech et Procédés et Ingénierie).